# Lisanne Schaareman
Lisanne Schaareman (Norg, 22 oktober 1988) is een Nederlandse voormalig voetbalster die uitkwam voor SC Heerenveen. Ze speelde tot en met seizoen 2006-2007 voor Oranje Nassau. Na vijf seizoenen voor de SC Heerenveen gespeeld te hebben verliet ze in 2012 de Eredivisie. Schaareman ging daarop bij GSVV The Knickerbockers uit Groningen spelen.

## Clubs
| Seizoen | Club          | Competitie  | Wedstrijden | Doelpunten |
| ------- | ------------- | ----------- | ----------- | ---------- |
| 2008/09 | Oranje Nassau | Hoofdklasse | -           | -          |
| 2008/09 | sc Heerenveen | Eredivisie  | 20          | 0          |
| 2009/10 | sc Heerenveen | Eredivisie  | 20          | 0          |
| 2010/11 | sc Heerenveen | Eredivisie  | 15          | 0          |
| 2011/12 | sc Heerenveen | Eredivisie  | 17          | 0          |
| Totaal  | Totaal        | Totaal      | 72          | 1          |